# フルマノフ
座標: 北緯57度15分 東経41度07分 / 北緯57.250度 東経41.117度

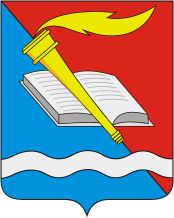
フルマノフ市の紋章

フルマノフ（フールマノフ、ロシア語: Фу́рманов； Furmanov）は、ロシア連邦イヴァノヴォ州の町。人口は2万9715人（2021年） 。繊維工業や機械工業を中心とした町である。
フルマノフは州都イヴァノヴォの北東35kmにあり、ヴォルガ川の右支流シャチャ川（Шача）に沿っている。1898年に開通したヤロスラヴリ・イヴァノヴォ間を結ぶ鉄道が通り、さらにコストロマ発電所のあるヴォルゴレチェンスク方面への支線が分かれている。また高速道路A113（ヤロスラヴリ=コストロマ=イヴァノヴォ=ウラジーミル）も通る。

## 歴史
この地にあったセレーダ＝ウピノ（Середа-Упино）という村は、1628年の記録に初出している。19世紀にはイヴァノヴォ州の他の地域同様、この村にも繊維工場が次々と建って労働者が集まり、1918年には周囲の村が合併してセレーダ市となった。1941年5月13日、この地で生まれた作家でボリシェヴィキ党員として戦ったドミトリ・フルマノフ（Дми́трий Андре́евич Фу́рманов、1891年11月7日 - 1926年5月15日）にちなんでフルマノフと改名された。

## 姉妹都市
- ドモジェドヴォ、ロシア